# Fleifel
Fleifel (tiếng Ả Rập: فليفل) là một ngôi làng Syria nằm ở Kafr Nabl Nahiyah ở huyện Maarrat al-Nu'man, Idlib. Theo Cục Thống kê Trung ương Syria (CBS), Fleifel có dân số 243 người trong cuộc điều tra dân số năm 2004.